# География Хабаровского края

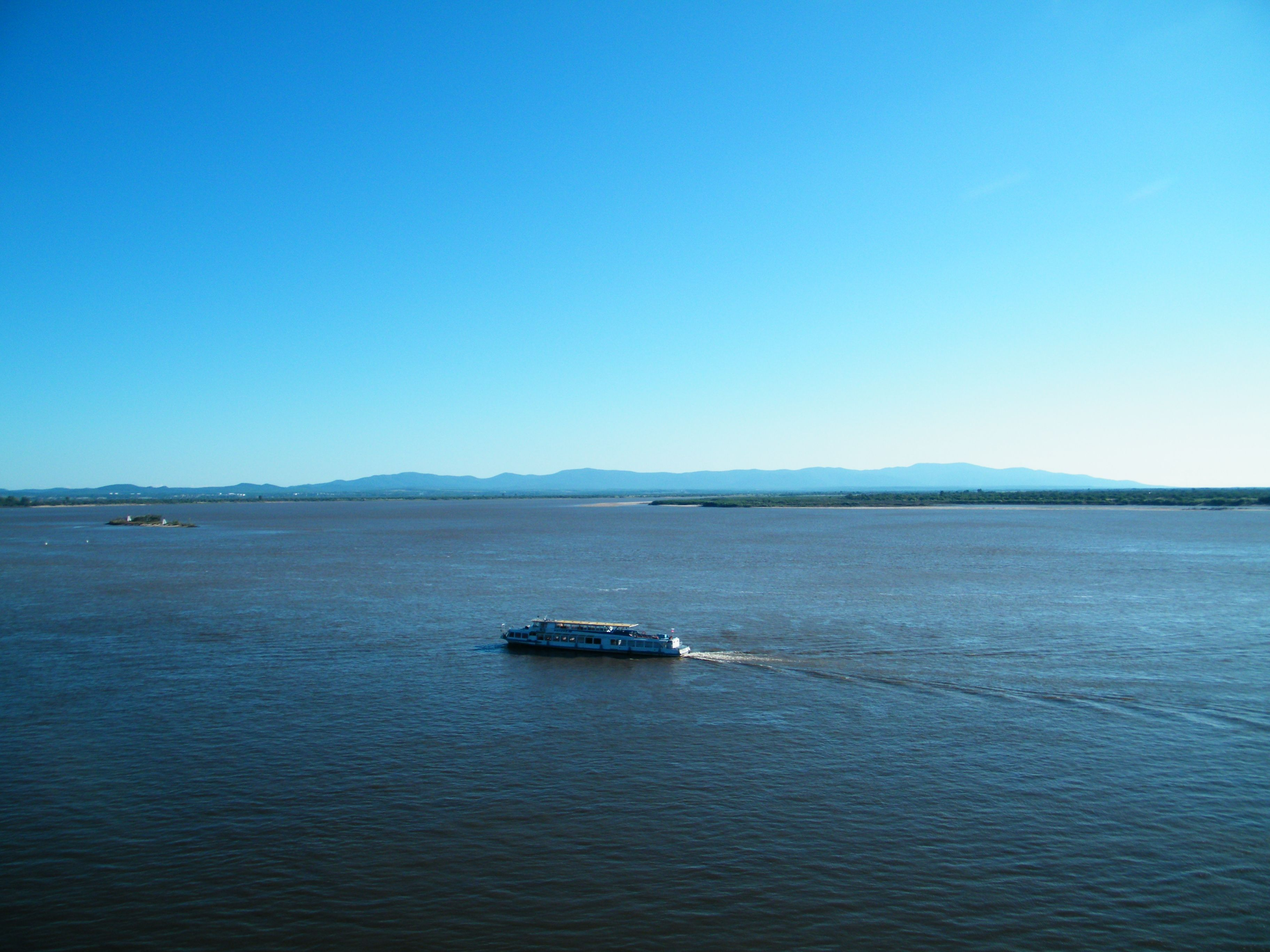
Амур, вид с Хабаровского утёса, вдали хребет Большой Хехцир

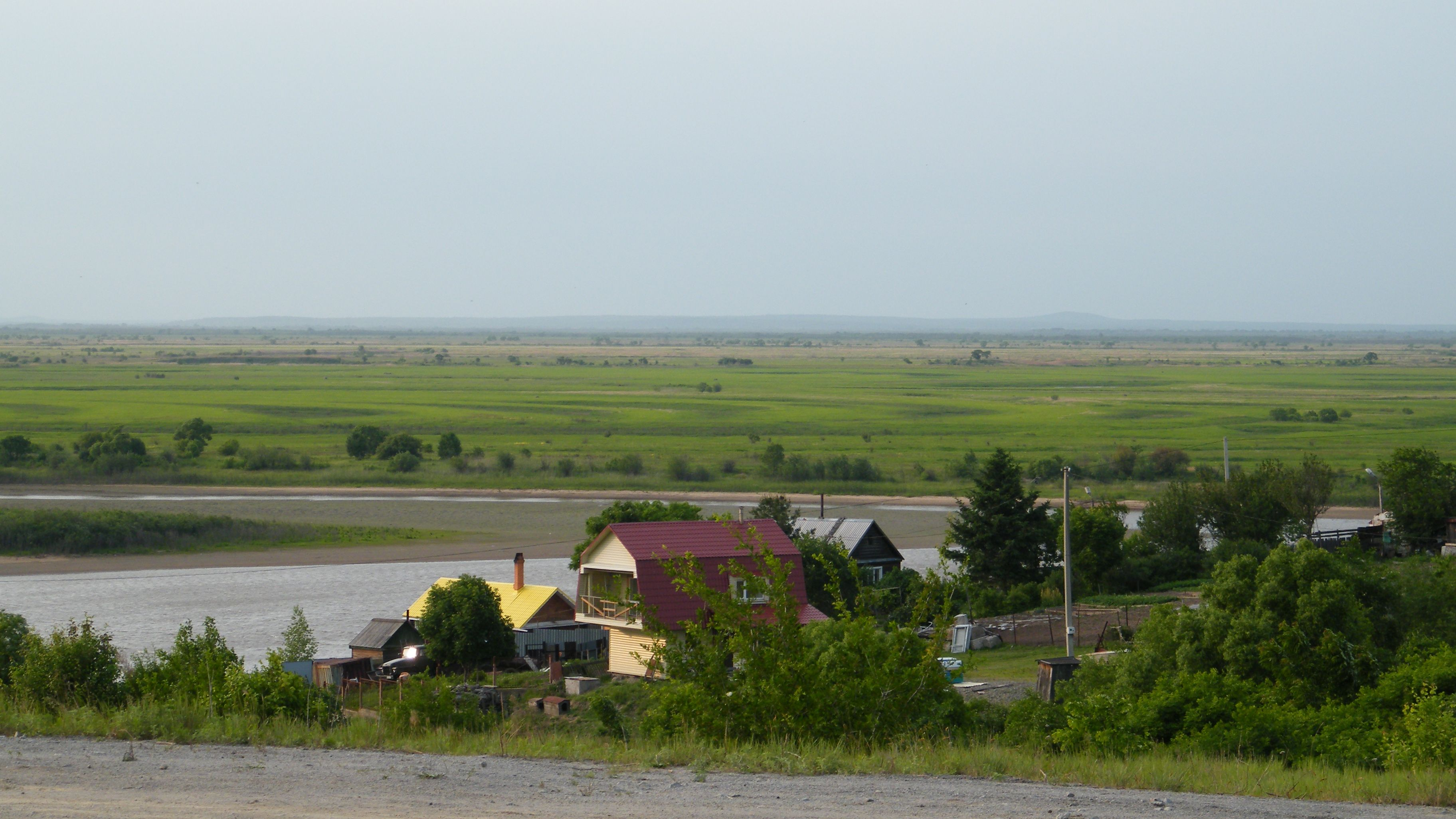
Долина Амура у села Петропавловка.
Внизу — протока Петропавловская

Хабаровский край расположен в восточной части Российской Федерации, в Дальневосточном федеральном округе. На севере граничит с Магаданской Областью и Республикой Саха (Якутия), на западе с Еврейской автономной областью, Амурской областью, а также Китаем, на юге с Приморским краем, с северо-востока и востока омывается Охотским морем, с юго-востока — Японским морем. От острова Сахалин отделяется проливами Татарский и Невельского. Помимо основной, континентальной части, в состав края входят несколько островов, среди них самые крупные — Шантарские. Общая протяжённость береговой линии — около 2500 км, включая острова — 3390 км.
Основные горные хребты — Сихоте-Алинь, Сунтар-Хаята, Джугджур, Буреинский, Дуссе-Алинь, Ям-Алинь. Высочайшая точка — гора Берилл (2933 м), нижайшая — уровень моря.
Территория края простирается с юга на север на 1800 км, с запада на восток — на 125—750 км. Общая площадь территории края составляет 788 600 км², это 4,5 % всей территории страны.

## Климат
Климатические условия меняются при движении с севера на юг, зависят также от близости к морю и от формы и характера рельефa.
Зима в крае — продолжительная, малоснежная, суровая. Средняя температура января от −22 °C на юге и до −40 °C на севере, на побережье от −18 °C до −24 °C. Абсолютный минимум температуры даже на юге края достигает −50 °C. Лето жаркое и влажное. Средняя температура июля на юге +20 °C, на севере около +15 °C.
Годовая сумма осадков колеблется от 400—600 мм на севере и до 600—800 мм на равнинах и восточных склонах хребтов. На юге края до 90 % осадков выпадает с апреля по октябрь, особенно много их в июле и августe.
В Хабаровском крае два района: Аяно-Майский и Охотский (а также Шантарские острова) — являются районами Крайнего Севера.
Территории, приравненные к районам Крайнего Севера: Ванинский, Верхнебуреинский, Комсомольский, Николаевский, имени Полины Осипенко, Советско-Гаванский, Солнечный, Тугуро-Чумиканский и Ульчский районы; города: Амурск, Комсомольск-на-Амуре, Николаевск-на-Амуре и Советская Гавань; посёлок городского типа Эльбан Амурского района; сёла Ачан, Джуен, Вознесенское, Омми, Падали Амурского района.

## Население
| Численность населения | Численность населения |
| Год                   | Население             |
| --------------------- | --------------------- |
| 1926                  | 147 000               |
| 1939                  | 549 000               |
| 1950                  | 608 000               |
| 1959                  | 979 000               |
| 1970                  | 1 174 000             |
| 1979                  | 1 376 000             |
| 1989                  | 1 609 000             |
| 1992                  | 1 634 000             |
| 1996                  | 1 571 000             |
| 2000                  | 1 517 400             |
| 2002                  | 1 436 570             |
| 2005                  | 1 420 200             |
| 2007                  | 1 405 452             |
| 2009                  | 1 401 915             |
| 2010                  | 1 344 200             |

Население края по переписи 2002 года составило 1 436 570 человек, из них 694 210 мужчин и 742 360 женщин (48,3 % и 51,7 % соответственно). По сравнению с большинством регионов России, Хабаровский край более урбанизирован, на 2002 год доля городского населения составляла 80,4 %, сельского — 19,6 %. Хабаровск — крупнейший город края, с населением 583 072 человек (2002). Вторым по величине является Комсомольск-на-Амуре, население 281 035 человек. Из остальных 5 городов края 4 являются малыми и 1 — средним.
Всего в крае семь городов, 24 поселка городского типа и 426 сельских населенных пунктов.
Средняя плотность населения в крае около 1,8 чел./км², в северных и центральных районах региона она не превышает 0,1—0,2 чел./км², что соответствует показателям крайнего севера. Только более южные, развитые районы заселены плотнее — от 1 до 6 чел./км².

## Административно-территориальное деление
Хабаровский край включает в себя 2 городских округа и 17 муниципальных районов, на территории которых располагаются 29 городских поселений и 188 сельских поселений.

## Городские округа
- Город Хабаровск 。
- Город Комсомольск-на-Амуре 。

## Лесные ресурсы
Общая площадь, покрытая лесом в Хабаровском крае, составляет 52 млн га, преобладают хвойные леса, которые занимают до 85 % лесопокрытой площади. Основными породами являются лиственница и ель.